# Ihor Karpenko
Ihor Wassyljowytsch Karpenko (ukrainisch Ігор Васильович Карпенко, russisch Игорь Васильевич Карпенко/Igor Wassiljewitsch Karpenko; * 23. Juli 1976 in Kiew, Ukrainische SSR) ist ein ehemaliger ukrainischer Eishockeytorwart, der in Russland, Belarus und der Ukraine Landesmeister wurde. Er ist derzeit als Torwarttrainer tätig.

## Karriere
Ihor Karpenko begann seine Karriere als Eishockeyspieler in seiner Heimatstadt beim HK Sokil Kiew, für dessen Profimannschaft er von 1993 bis 1996 in der russischen Superliga aktiv war. In diesem Zeitraum wurde der Torwart im NHL Entry Draft 1995 in der achten Runde als insgesamt 185. Spieler von den Mighty Ducks of Anaheim ausgewählt, für die er allerdings nie spielte. Stattdessen stand er von 1996 bis 1999 in verschiedenen Minor-League-Teams in Nordamerika unter Vertrag. Dort lief er für die Las Vegas Thunder aus der International Hockey League, die Port Huron Border Cats aus der United Hockey League, die Saint John Flames aus der American Hockey League und die Johnstown Chiefs aus der East Coast Hockey League auf.
Im Sommer 1999 wurde Karpenko vom HK Metallurg Magnitogorsk verpflichtet, mit dem er in der Saison 1999/2000 die European Hockey League gewann und mit dem er ein Jahr später Russischer Meister wurde. Beim Spengler Cup 1999 belegte er mit Metallurg den zweiten Platz hinter den Kölner Haien und wurde in das All-Star-Team berufen. In der Saison 2003/04 scheiterte der ukrainische Nationalspieler mit Metallurg erst im Playoff-Finale am HK Awangard Omsk. Für die Saison 2004/05 wechselte er zum HK MWD Twer aus der Wysschaja Liga, mit dem er auf Anhieb als Zweitligameister den Aufstieg in die Superliga erreichte. Er selbst spielte aber in der folgenden Spielzeit für seinen Heimatclub HK Sokil Kiew parallel in der ukrainischen Eishockeyliga, sowie der belarussischen Extraliga, wobei er mit den Hauptstädtern die ukrainische Meisterschaft gewann.
Für die Saison 2006/07 blieb Karpenko in der belarussischen Extraliga, in der er für den HK Dinamo Minsk zwischen den Pfosten stand. Mit diesem gewann er die nationale Meisterschaft, wobei er selbst insgesamt 17 Mal eingesetzt wurde. Von 2007 bis 2011 spielte der Olympiateilnehmer von 2002 wieder für den HK Sokil Kiew, jedoch dieses Mal in der Wysschaja Liga, der zweiten russischen Spielklasse. Zur Saison 2011/12 schloss er sich dem HK Berkut aus der ukrainischen Eishockeyliga an. Wechselte aber bereits nach wenigen Monaten zu Sokil zurück, wo er auch die Spielzeit 2012/13 begann, während der er zum HK Bilyj Bars Bila Zerkwa wechselte, wo er 2013 seine Karriere beendete.

### International
Für die Ukraine nahm Karpenko im Juniorenbereich an der U18-Junioren-C-Europameisterschaft 1993 sowie den U20-Junioren-Weltmeisterschaften 1995 und 1996 teil.
Im Seniorenbereich stand er im Aufgebot seines Landes bei der C-Weltmeisterschaft 1995 sowie den Weltmeisterschaften der Division I 2008, als er den geringsten Gegentorschnitt und nach dem Ungarn Levente Szuper auch die zweitbeste Fangquote des Turniers aufwies, 2009 und 2012 teil. Des Weiteren stand er im Aufgebot der Ukraine bei den Weltmeisterschaften der Top-Division 2000, 2001, 2002, 2003, 2004, 2006 und 2007 sowie bei den Olympischen Winterspielen 2002 in Salt Lake City und den Qualifikationsturnieren zu den Olympischen Winterspielen 2010 in Vancouver und 2014 in Sotschi.

### Trainerlaufbahn
Nach dem Ende seiner aktiven Karriere wurde Karpenko Torwarttrainer. Nachdem er drei Jahre in der Juniorenliga Molodjoschnaja Chokkeinaja Liga beim MHK Dynamo tätig war, trainiert er nun die Torhüter von Metallurg Nowokusnezk in der Wysschaja Hockey-Liga.

## Erfolge und Auszeichnungen
- 1995 All-Star-Team bei der Junioren-Weltmeisterschaft
- 1999 All-Star-Team beim Spengler Cup
- 2000 European-Hockey-League-Gewinn mit dem HK Metallurg Magnitogorsk
- 2001 Russischer Meister mit dem HK Metallurg Magnitogorsk
- 2004 Russischer Vizemeister mit dem HK Metallurg Magnitogorsk
- 2005 Meister der Wysschaja Liga und Aufstieg in die Superliga mit dem HK MWD Twer
- 2006 Ukrainischer Meister mit dem HK Sokil Kiew
- 2007 Belarussischer Meister mit dem HK Dinamo Minsk
- 2008 Beste Fangquote bei der Weltmeisterschaft der Division I, Gruppe B